# Yūsuke Tasaka
Yūsuke Tasaka (Hiroshima, Japón, 8 de julio de 1985) es un ex-futbolista japonés, que se desempeñó como mediocampista y cuyo último equipo fue el JEF United Chiba de la J2 League de Japón.
Actualmente es un scouter del Kawasaki Frontale de la J1 League.

## Clubes
| Club                      | País     | Año         |
| ------------------------- | -------- | ----------- |
| Universidad Aoyama Gakuin | Japón    | 2004 - 2007 |
| Kawasaki Frontale         | Japón    | 2008 - 2012 |
| Bochum                    | Alemania | 2012 - 2015 |
| Kawasaki Frontale         | Japón    | 2015 - 2018 |
| JEF United Chiba          | Japón    | 2019 - 2021 |